# Blízkovýchodní fronta (první světová válka)

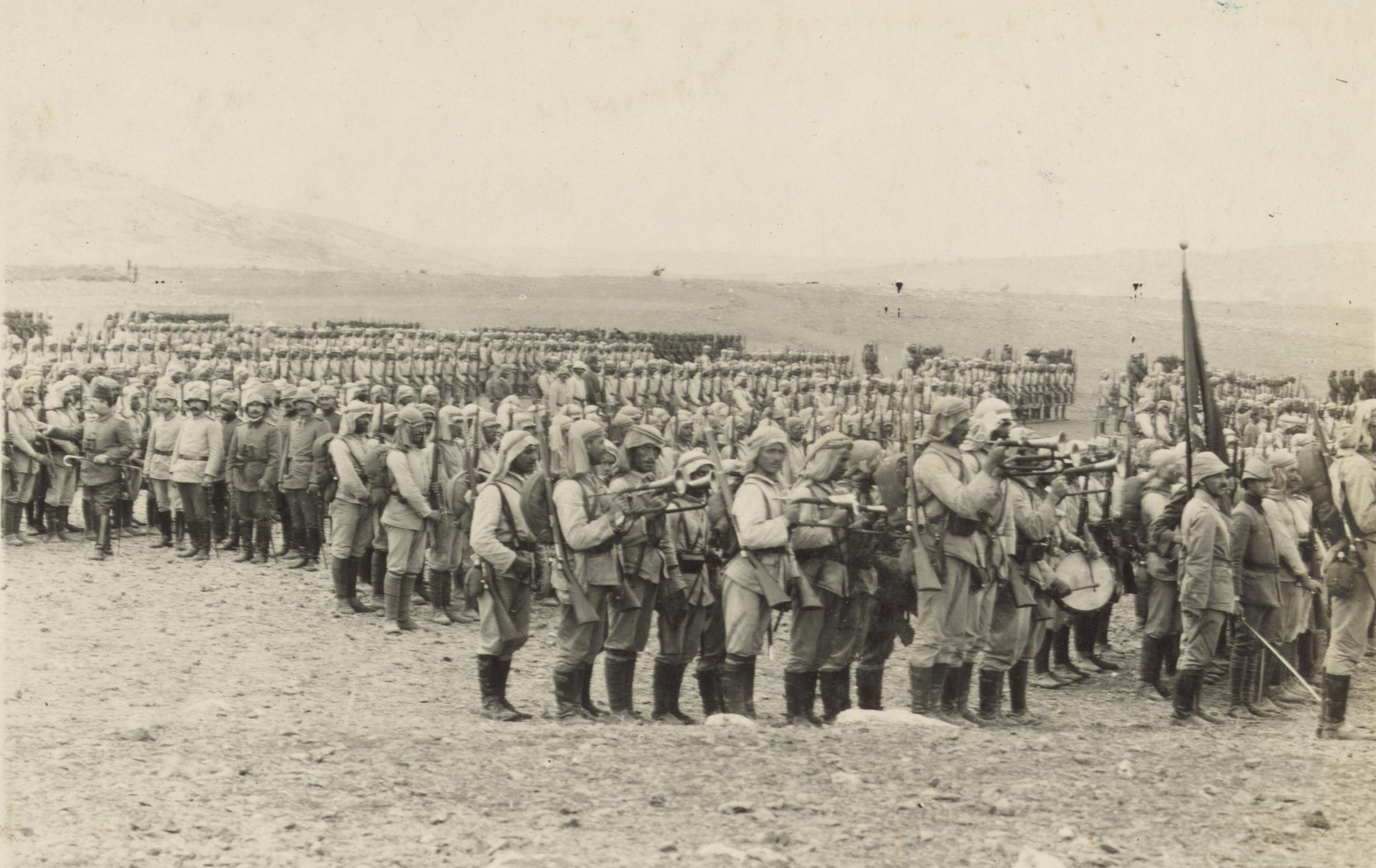
Osmanští vojáci se chystají k útoku na Suez v roce 1914

Na blízkovýchodní frontě první světové války se bojovalo mezi 29. říjnem 1914 a 30. říjnem 1918. Stály zde proti sobě Osmanská říše (podporovaná Kurdy a některými arabskými kmeny) a síly Trojdohody, tedy Britů, Francouzů a Rusů, podporované místními Židy, Řeky, Armény, Asyřany, Indy a některými arabskými kmeny. Historici rozeznávají pět hlavních vojenských událostí: Sinajsko-palestinské tažení, mezopotámské tažení, kavkazské tažení, perské tažení a bitvu o Gallipoli. Dvě vedlejší bojové události jsou arabské povstání a boj o jižní Arábii. Vojenské události provázely tři genocidy organizované Turky: arménská, řecká a asyrská genocida. Blízkovýchodní fronta byla nejširší frontou celé první světové války. Rusové frontu opustili podepsáním separátního míru s Osmany v Erzincanu 5. prosince 1917. Boje skončily tím, že Osmané přijali 30. října 1918 mudroské příměří. 13. listopadu Francouzi a Britové obsadili Istanbul, 15. května 1919 Řekové Smyrnu (Izmir). 10. srpna 1920 Osmani podepsali sèvreskou smlouvu, která však nevešla v platnost kvůli povstání pod vedením Mustafy Kemala Atatürka. Později byla s novým republikánským vedením Turecka podepsána Lausannská smlouva, 24. července 1923, načež Britové a Francouzi opustili Istanbul. Řekové odešli ze Smyrny již v roce 1922. Na blízkovýchodní frontě padlo 1-1,5 milionu vojáků. Čísla jsou však nejistá zvláště u Osmanů, kde jsou patrně podhodnocena. Americký historik Edward J. Erickson na základě výzkumů v osmanských archivech odhadl počet padlých na straně Osmanů na 1,6 milionu. Počet obětí by ještě rapidně vzrostl, kdyby byly započteny oběti arménské a asyrské genocidy. Podle některých odhadů ztratili Osmané v první světové válce 25 % populace (5 milionů lidí), započtou-li se i civilní oběti. Turecký historik Kamer Kasim číslo upřesnil na 26,9 % a upozornil, že jde o největší poměrnou ztrátu na obyvatelstvu ze všech zemí v první světové válce.